# Мирний сільський округ (Жамбильський район)
Ми́рний сільський округ (каз. Мирное ауылдық округі, рос. Мирный сельский округ) — адміністративна одиниця у складі Жамбильського району Північноказахстанської області Казахстану. Адміністративний центр — село Мирне.
Населення — 1063 особи (2021; 1758 у 2009, 2923 у 1999, 4008 у 1989).
Станом на 1989 рік існували Мирна сільська рада (села Комсомольське, Мирне, Рождественка) та Петровська сільська рада (села Аймжан, Петровка). Село Рождественка було ліквідовано 2024 року.

## Склад
До складу округу входять такі населені пункти:
| Населений пункт    | Старі назви   | Населення, осіб (1989) | Населення, осіб (1999) | Населення, осіб (2009) | Населення, осіб (2021) |
| ------------------ | ------------- | ---------------------- | ---------------------- | ---------------------- | ---------------------- |
| Айимжан, село      | Аймжан        | 627                    | 570                    | 419                    | 223                    |
| Мирне, село        | -             | 1502                   | 1003                   | 575                    | 416                    |
| Петровка, село     | -             | 844                    | 617                    | 344                    | 226                    |
| Рождественка, село | -             | 539                    | 372                    | 177                    | 31                     |
| Узинколь, село     | Комсомольське | 496                    | 361                    | 243                    | 167                    |